# Московский округ ПВО
Ордена Ленина Московский округ ПВО — оперативно-стратегическое территориальное объединение Войск ПВО Вооружённых Сил СССР, а затем Вооружённых Сил России, существовавшее в период с 1954 по 1998 годы, для выполнения задач противовоздушной обороны административных и экономических объектов. Управление округа находилось в Москве.

## История организационного строительства
Воздушная оборона Москвы ведет своё начало с 25 апреля 1918 года, когда Военным руководителем Московского района был издан Приказ № 01 от 25.04.1918 г., в соответствии с которым образовано Управление воздушной обороны Москвы.
Части, соединения и объединения, выполнявшие задачи ПВО Москвы в зависимости от сложившейся обстановки и решаемых задач имели различные организационные формы:
- Управление воздушной обороны Москвы (с 25.04.1918 г.);
- 1-й отдельный территориально-позиционный зенитный артиллерийский дивизион (1924)
- 31-й отдельный зенитный артиллерийский дивизион (1924—1929);
- 1-я бригада ПВО (с 21.09.1929 г.);
- 1-я дивизия ПВО (с 17.08.1931 г.);
- 1-й корпус ПВО (с 11.01.1938 г.);
- Московская зона ПВО (с июня 1941 г.);
- Московский корпусной район ПВО (27.12.1941 г.)[1] в составе Московского военного округа;
- Московский фронт ПВО (с 5 апреля 1942 года)[2][3]
- Особая Московская армия ПВО (с 29 июня 1943 года)[4];
- Московская группа ПВО Центрального фронта ПВО (с 24 декабря 1945 г.)[5];
- Войска ПВО Москвы Центрального фронта ПВО (с марта 1945 г.)[5];
- Войска ПВО Москвы Центрального округа[6] (с 25 октября 1945 года);
- Войска ПВО Москвы Северо-Западного округа[7] (с 23 мая 1946 года);
- Московский район ПВО[8] (с 14 августа 1948 года);
- Московский округ ПВО[9] (с 20 августа 1954 года);
- Московский округ ВВС и ПВО (с 1998 года);
- Командование специального назначения(с 1 сентября 2002 года);
- Объединённое стратегическое командование воздушно-космической обороны (с 1 июля 2009 года);
- Командование противовоздушной и противоракетной обороны (с 1 декабря 2011 года);
- 1-я армия противовоздушной и противоракетной обороны (особого назначения) (с 2015 года).

Московский округ ПВО образован Приказом министра обороны СССР от 20 августа 1954 года на базе Управления командующего войсками ПВО Московского района ПВО.
В связи с созданием системы ПРО (Системы РТЦ-81) в январе 1960 года в составе управления Московского округа ПВО в 1965 году было создано управление ПРО. В 1972 году Управление начальника войск ПРО Московского округа ПВО было переформировано во Второе управление начальника войск ПРО Московского округа ПВО и в 1976 году переподчинено ГК Войсками ПВО.
В 1983 году начались работы над системой С-50. В процессе её создания в период с 1981 по 1985 год во всех 4-х корпусах ПВО округа зенитные ракетные полки системы С-25 переформировывались и перевооружались на новую ЗРС С-300ПТ.
После событий 28 мая 1987 года, когда Матиас Руст на спортивном самолёте пролетел по территории СССР от Прибалтики до Москвы и произвел посадку вблизи Красной площади, были сняты с должностей три маршала (в том числе министр обороны Советского Союза Соколов С. Л.), главнокомандующий Войсками ПВО Колдунов А. И., около трехсот генералов и офицеров.
25 апреля 1994 года указом президента РФ новая система ПВО Москвы С-50 была принята на вооружение.
В 1998 году на базе Московского округа ПВО и 16-й Краснознаменной воздушной армии было сформировано управление Московского ордена Ленина округа Военно-воздушных сил и противовоздушной обороны.
Официальным органом печати являлась ежедневная газета «На боевом посту», основанная в 1938 году.

## Командование округа

### Командующие
- генерал-полковник, с 05.05.1961 г. генерал армии Батицкий Павел Фёдорович[10], 27.08.1954 — 07.1966 г.;
- генерал-полковник Окунев Василий Васильевич, 07.1966 — 10.1970 г.;
- генерал-лейтенант авиации, с 22.02.1971 г. генерал-полковник авиации Колдунов Александр Иванович, 11.1970 — 12.1975 г.;
- генерал-лейтенант, с 13.02.1976 г. генерал-полковник Бочков Борис Викторович, 12.1975 — 04.1980 г.;
- генерал-полковник авиации, с 30.04.1985 г. маршал авиации Константинов Анатолий Устинович, 04.1980 — 05.1987 г.;
- генерал-полковник авиации Царьков Владимир Георгиевич, 05.1987 — 08.1989 г.;
- генерал-полковник авиации Прудников Виктор Алексеевич, 08.1989 — 08.1991 г.;
- генерал-полковник авиации Корнуков Анатолий Михайлович, 11.1991 — 04.1998 г.

### Члены Военного совета
- генерал-майор Грушевой, Константин Степанович, 08.1954 — 10.1957 г.;
- генерал-лейтенант Гритчин, Николай Фёдорович, 12.1957 — 09.1959 г.;
- генерал-лейтенант авиации, с 7.05.1960 г. генерал-полковник авиации Антонов, Николай Дмитриевич, 09.1959 — 02.1962 г.;
- генерал-майор авиации, с 23.02.1963 генерал-лейтенант авиации, с 29.04.1970 г. генерал-полковник авиации Петухов, Николай Васильевич, 02.1962 — 04.1975 г.;
- генерал-майор авиации, с 28.10.1976 генерал-лейтенант авиации Пономарёв, Вадим Алексеевич, 04.1975 — 07.1985 г.;
- генерал-майор, с 5.11.1985 генерал-лейтенант Костин, Алексей Яковлевич, 07.1985 — 04.1991 г.

### Начальники штаба
- генерал-лейтенант Баксов, Алексей Иванович, 04.1954 — 10.1955 г.;
- генерал-лейтенант авиации Лаврик, Семён Андреевич, 10.1955 — 04.1957 г.;
- генерал-майор авиации, с 18.02.1958 генерал-лейтенант авиации Гречко, Степан Наумович, 04.1957 — 12.1961 г.;
- генерал-майор, с 13.04.1964 генерал-лейтенант Созинов, Валентин Дмитриевич, 12.1961 — 07.1968 г.;
- генерал-лейтенант Асриев, Николай Александрович, 07.1968 — 12.1971 г.;
- генерал-майор артиллерии, с 6.05.1972 генерал-лейтенант артиллерии Мильченко, Николай Петрович, 12.1971 — 08.1983 г.;
- генерал-полковник артиллерии Горьков, Юрий Александрович, 08.1983 — 05.1988 г.;
- генерал-майор, с 15.02.1989 генерал-лейтенант Кузнецов, Павел Александрович, 05.1988 — 12.1994 г.;
- генерал-лейтенант Смышников, Альберт Павлович, 12.1994 — 06.1998 г.

### Командующие авиацией округа
- генерал-лейтенант авиации Москвителев, Николай Иванович, 1970—1974;
- генерал-майор авиации Колупаев, Геннадий Васильевич, 1974—1979;
- генерал-лейтенант авиации Ленгаров, Олег Владимирович, 1979—1987;
- генерал-майор Анисимов, Олег Владимирович, 1987—1990;
- генерал-майор Ефремов, Виталий Петрович, 1990—1997;
- генерал-майор Мухамедьяров, Геннадий Борисович, 1997—2001.

### Командующие войсками ПВО округа[11]
- генерал-лейтенант артиллерии Долгополов Пётр Александрович 1956—1958;
- генерал-лейтенант артиллерии Бондаренко Фёдор Михайлович 1958—1964;
- генерал-майор артиллерии Журав Михаил Адамович 1964—1967;
- генерал-лейтенант артиллерии Резаков Константин Тимофеевич 1967—1976;
- генерал-майор артиллерии Анохин Александр Пантелеевич с 1976 г. по май 1983 г.

## Боевой состав округа
В состав округа вошли:
- 52-я воздушная истребительная армия ПВО (сформирована на базе 64-й ВИА ПВО):

| - - - 309-я истребительная авиационная дивизия ПВО: - 49-й истребительный авиационный полк ПВО; - 162-й истребительный авиационный полк ПВО; - 328-я истребительная авиационная дивизия ПВО; - 126-й истребительный авиационный полк ПВО; - 137-й истребительный авиационный полк ПВО; - 191-й истребительный авиационный полк ПВО; - 103-я истребительная авиационная дивизия ПВО: - 153-й истребительный авиационный полк ПВО; - 205-й истребительный авиационный полк ПВО; |

| - - - 94-я истребительная авиационная дивизия ПВО; - 12-й гвардейский истребительный авиационный полк ПВО; - 181-й гвардейский истребительный авиационный полк ПВО; - 145-й истребительный авиационный полк ПВО; - 133-я истребительная авиационная дивизия ПВО; - 147-й истребительный авиационный полк ПВО; - 726-й истребительный авиационный полк ПВО; - 415-й истребительный авиационный полк ПВО; - 64-й истребительный авиационный полк ПВО; - 142-я истребительная авиационная дивизия ПВО: - 423-й истребительный авиационный полк ПВО; - 786-й истребительный авиационный полк ПВО; - 632-й истребительный авиационный полк ПВО; |

| - - - 15-я гвардейская истребительная авиационная дивизия ПВО: - 3-й гвардейский истребительный авиационный полк ПВО; - 472-й истребительный авиационный полк ПВО; - 98-я гвардейская истребительная авиационная дивизия ПВО: - 28-й истребительный авиационный полк ПВО; - 441-й истребительный авиационный полк ПВО; - 344-й истребительный авиационный полк ПВО; - 324-я истребительная авиационная дивизия ПВО: - 176-й истребительный авиационный полк ПВО; - 178-й истребительный авиационный полк ПВО; - 196-й истребительный авиационный полк ПВО; |

| - - - 17-я истребительная авиационная дивизия ПВО: - 23-й истребительный авиационный полк ПВО; - 445-й истребительный авиационный полк ПВО; - 28-й истребительный авиационный полк ПВО; - 129-я истребительная авиационная дивизия ПВО: - 790-й истребительный авиационный полк ПВО; - 805-й истребительный авиационный полк ПВО; - 611-й истребительный авиационный полк ПВО; - 297-я истребительная авиационная дивизия ПВО: - 304-й истребительный авиационный полк ПВО; - 401-й истребительный авиационный полк ПВО; - 108-й истребительный авиационный полк ПВО; |

- 151-я гвардейская истребительная авиационная дивизия ПВО (г. Клин, Московская область):
  -     -       - 28-й гвардейский истребительный авиационный полк ПВО;
      - 72-й гвардейский истребительный авиационный полк ПВО;
      - 287-й истребительный авиационный полк ПВО;
- 38-я отдельная разведывательная авиационная эскадрилья (г. Ржев, Калининская область); ;
- 182-я отдельная разведывательная авиационная эскадрилья;
- 90-й отдельный транспортный авиационный полк (Ступино, Московская область);
- зенитные артиллерийские дивизии:

| - 1-я гвардейская зенитная артиллерийская дивизия; - 52-я зенитная артиллерийская дивизия; - 74-я зенитная артиллерийская дивизия; - 76-я зенитная артиллерийская дивизия; - 78-я зенитная артиллерийская дивизия; - 80-я зенитная артиллерийская дивизия; - 96-я зенитная артиллерийская дивизия; |

- полки, дивизионы и центры

| - 80-й гвардейский зенитный артиллерийский полк; - 48-й зенитный артиллерийский полк; - 108-й зенитный артиллерийский полк; - 387-й зенитный артиллерийский полк; - 389-й зенитный артиллерийский полк; - 393-й зенитный артиллерийский полк; - 532-й зенитный артиллерийский полк; - 1225-й зенитный артиллерийский полк; - 1287-й зенитный артиллерийский полк; - 126-й отдельный зенитный артиллерийский дивизион; - 132-й отдельный зенитный артиллерийский дивизион; - 292-й отдельный зенитный артиллерийский дивизион; - 3-й радиотехнический полк; - 6-й радиотехнический полк; - 43-й радиотехнический полк; - 57-й радиотехнический полк; - 59-й радиотехнический полк; - 61-й радиотехнический полк; - 62-й радиотехнический полк; - 63-й радиотехнический полк; - 67-й радиотехнический полк; - 83-й радиотехнический полк; - 84-й радиотехнический полк; - 65-я отдельная радиотехническая бригада; - 21-й отдельный радиотехнический центр дальней разведки и наведения; - 23-й отдельный радиотехнический центр дальней разведки и наведения; - 26-й отдельный радиотехнический центр дальней разведки и наведения; - 96-й отдельный полк радиотехнической разведки и помех; - 17-й отдельный дивизион аэростатов заграждения. |

7 мая 1955 года была принята на вооружение система С-25. В соответствии с приказом министра обороны СССР от 15 июля 1955 года было сформировано управление 1-й армии ПВО особого назначения в составе:
- 1-й Особый корпус ПВО (г. Видное);
- 6-й Особый корпус ПВО (г. Черное);
- 10-й Особый корпус ПВО (г. Одинцово);
- 17-й Особый корпус ПВО (г. Долгопрудный).

В 1960 году расформирована 52-я воздушная истребительная армия ПВО. На базе управлений иак сформированы управления корпусов ПВО:
- 2-й корпус ПВО на базе 88-го иак ПВО (г. Ржев),
- 3-й корпус ПВО на базе 56-го иак ПВО (г. Ярославль),
- 7-й корпус ПВО на базе 78-го иак ПВО (г. Брянск),

На базе управления 78-й зенитной артиллерийской дивизии и 142-й истребительной авиационной дивизии ПВО сформировано управление 18-й дивизии ПВО, а на базе управления 328-й истребительной авиационной дивизии ПВО сформировано управление 15-й дивизии ПВО.

### Боевой состав округа на 1960 год
- 1-я армия ПВО особого назначения
  - 1-й Особый корпус ПВО (г. Видное);
  - 6-й Особый корпус ПВО (г. Черное);
  - 10-й Особый корпус ПВО (г. Одинцово);
  - 17-й Особый корпус ПВО (г. Долгопрудный);
- 2-й корпус ПВО (г. Ржев);
- 3-й корпус ПВО (г. Ярославль);
- 7-й корпус ПВО (г. Брянск);
- 15-я дивизия ПВО (Елец);
- 18-я дивизия ПВО (Горький);
- 118-й командный центр ПВО (Москва)
- 6-й отдельный радиотехнический полк (Клин);
- 436-й отдельный транспортный авиационный полк (Ступино, Московская область);
- 103-й отдельный полк радиотехнической разведки и помех (Ступино, Московская область);
- 2367-й отдельный батальон радиорелейной связи (Немчиновка, Московская область);
- 52-й отдельный инженерный аэродромный батальон (Костерево, Владимирская область);
- 1470-й отдельный инженерный батальон (Электросталь, Московская область);
- 193-й отдельный автомобильный батальон (Москва).

В 1965 году:
- управление 15-й дивизии ПВО выбыло из состава округа в состав 12-й отдельной армии ПВО, части и соединения переданы в состав соединений округа;
- 18-я дивизия ПВО переформирована в 16-й корпус ПВО.

### Боевой состав округа на 1966 год
- 1-я армия ПВО особого назначения
  - 1-й Особый корпус ПВО (г. Видное);
  - 6-й Особый корпус ПВО (г. Черное);
  - 10-й Особый корпус ПВО (г. Одинцово);
  - 17-й Особый корпус ПВО (г. Долгопрудный);
- 2-й корпус ПВО (г. Ржев);
- 3-й корпус ПВО (г. Ярославль);
- 7-й корпус ПВО (г. Брянск);
- 16-й корпус ПВО (Горький);
- 118-й командный центр ПВО (Москва)
- 6-й отдельный радиотехнический полк (Клин);
- 436-й отдельный транспортный авиационный полк (Ступино, Московская область);
- 103-й отдельный полк радиотехнической разведки и помех (Ступино, Московская область);
- 2367-й отдельный батальон радиорелейной связи (Немчиновка, Московская область);
- 52-й отдельный инженерный аэродромный батальон (Костерево, Московская область);
- 1470-й отдельный инженерный батальон (Электросталь, Московская область);
- 193-й отдельный транспортный батальон (Москва).

Состав округа не изменялся до 1988 года. В 1988 году управления 1-го, 6-го, 10-го и 17-го корпусов ПВО (ОН) 1 армии ПВО (ОН) были переформированы в управления 86-й, 87-й, 88-й и 89-й дивизий ПВО (ОН). В 1993 году сокращено управление 16-го корпуса ПВО (г. Нижний Новгород).
В апреле 1994 года после принятия на вооружение системы ПВО столицы С-50 в округе произошли значительные изменения в структуре органов управления войск округа. Управления 86-й, 87-й, 88-й и 89-й дивизий ПВО (ОН) 1 армии ПВО (ОН) переформированы в управления бригад ПВО, а сама армия 1 декабря переформирована в 1-й Кразнознамённый корпус ПВО особого назначения. Управления 3-го корпуса ПВО (г. Ярославль), 7-го корпуса ПВО (г. Брянск), 2-го корпуса ПВО (г. Ржев) переформированы в управления 3-й, 7-й и 5-й дивизий ПВО соответственно.

### Боевой состав округа на 1994 год
- 1-й Особый корпус ПВО
  - 86-я бригада ПВО (г. Видное);
  - 87-я бригада ПВО (г. Черное);
  - 88-я бригада ПВО (г. Одинцово);
  - 89-я бригада ПВО (г. Долгопрудный);
- 5-я дивизия ПВО (г. Ржев);
- 3-я дивизия ПВО (г. Ярославль);
- 7-я дивизия ПВО (г. Брянск);
- 118-й командный центр ПВО (Москва)
- 436-й отдельный транспортный авиационный полк (Ступино, Московская область);
- 103-й отдельный полк радиотехнической разведки и помех (Ступино, Московская область);
- 2367-й отдельный батальон радиорелейной связи (Немчиновка, Московская область);
- 52-й отдельный инженерный аэродромный батальон (Костерево, Московская область);
- 1470-й отдельный инженерный батальон (Электросталь, Московская область);
- 193-й отдельный транспортный батальон (Москва).

## Награды
За большой вклад в дело укрепления оборонной мощи Советского государства и его вооруженной защиты, успехи в боевой и политической подготовке и в связи с пятидесятилетием СА и ВМФ Указом Президиума Верховного Совета СССР от 22 июня 1968 года округ награждён орденом Ленина.